# Concordancia de São Gemil
La Concordancia de São Gemil (también conocida por Ramal de Ermesinde y a veces confundida con el tramo particular Ramal de Lidador) es un tramo ferroviario, en ancho ibérico, con una extensión de 3,812 km, situado al norte de la ciudad de Oporto, en Portugal. Sale de la estación de Ermesinde, donde enlaza con la Línea del Miño y la Línea del Duero, en dirección a la Estación de São Gemil de la Línea de Leixões, posibilitando la conexión directa de la Línea del Miño y de la Línea del Duero al Puerto de Leixões.

## Historia
Este tramo ferroviario fue inaugurado el 18 de septiembre de 1938, no contando con ninguna obra arquitectónica en su recorrido. A finales de la década de 1990 sufrió grandes renovaciones, siendo inaugurada su electrificación en junio de 2000.

## Explotación comercial
La Concordancia de São Gemil es usada para transportes de mercancías a (y de) el Puerto de Leixões, siendo explotado por diferentes empresas ferroviarias de mercancías, principalmente la CP Carga.
Con el regreso del servicio de pasajeros a la Línea de Leixões, en septiembre de 2009, la Concordancia de São Gemil fue usada por la CP Porto en el servicio de pasajeros Ermesinde - São Gemil - Leça do Balio, hasta a su extinción en el inicio de 2011.